# Arne och Ankan

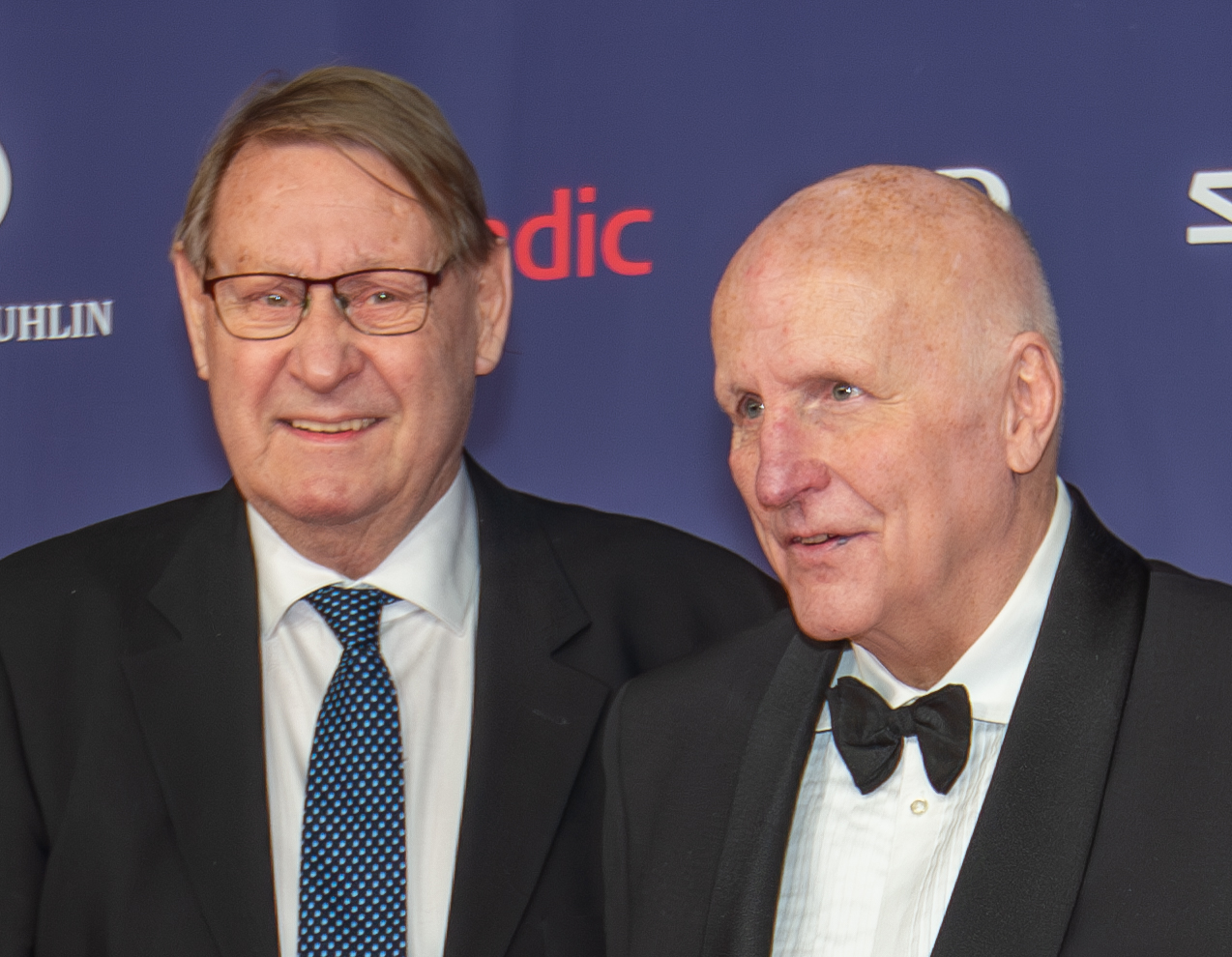
Anders Parmström och Arne Hegerfors vid Svenska Idrottsgalan i Avicii Arena den 16 januari 2023.

Arne och Ankan var en svensk TV-duo bestående av sportkommentatorn Arne Hegerfors och svenska ishockeylandslagets tidigare förbundskapten Anders ”Ankan” Parmström, som är mest kända för att ha kommenterat ishockeymatcher och för att ha lett ishockeyprogram med Hegerfors som programledare och Parmström som expert.
Arne och Ankan inledde sitt samarbete med att kommentera Canada Cup 1984 i SVT, där Hegerfors var ankare på tv-sporten. På SVT var Hegerfors och Parmström också studiovärdar för Hockeykväll. Från 2004 arbetade paret på C More (dåvarande Canal+) med samma upplägg som Hockeykväll. Ett återkommande inslag var Arnes klassiker, där de talade om sina minnen av kända svenska idrottshändelser.
Arne och Ankan arbetade tillsammans i tv i omkring 30 år. År 2013 lämnade Hegerfors tv, och Parmström 2016. Duon kommenterade matcher i VM, Canada Cup och OS. Bland dessa var historiska matcher som finalen i Canada Cup 1987 mellan Kanada och Sovjet och finalen i OS i Lillehammer 1994. Efter tv-samarbetet fortsatte Arne och Ankan att ha regelbunden kontakt med varandra.
De var även kommentatorer till den svenskspråkiga versionen av ishockeyspelet NHL 06, som i förlagor kommenterats av enbart Hegerfors. De kommenterade några svenska e-sportmästerskap i ishockey för Webhallen.
Svenska Dagbladet har beskrivit Arne och Ankan som ”svensk sport-tv:s mest skridskoslipade radarpar”, och Expressen kallade dem ”för alltid ett radarpar” efter karriären. Hegerfors och Parmström förklarade sitt framgångsrika samarbete med sina lika personligheter, med ödmjukhet för sina skilda roller som kommentator respektive expert, och att de kombinerade ett koncentrerat allvar i yrkesutövningen med personlig vänskap.